# Trại hè

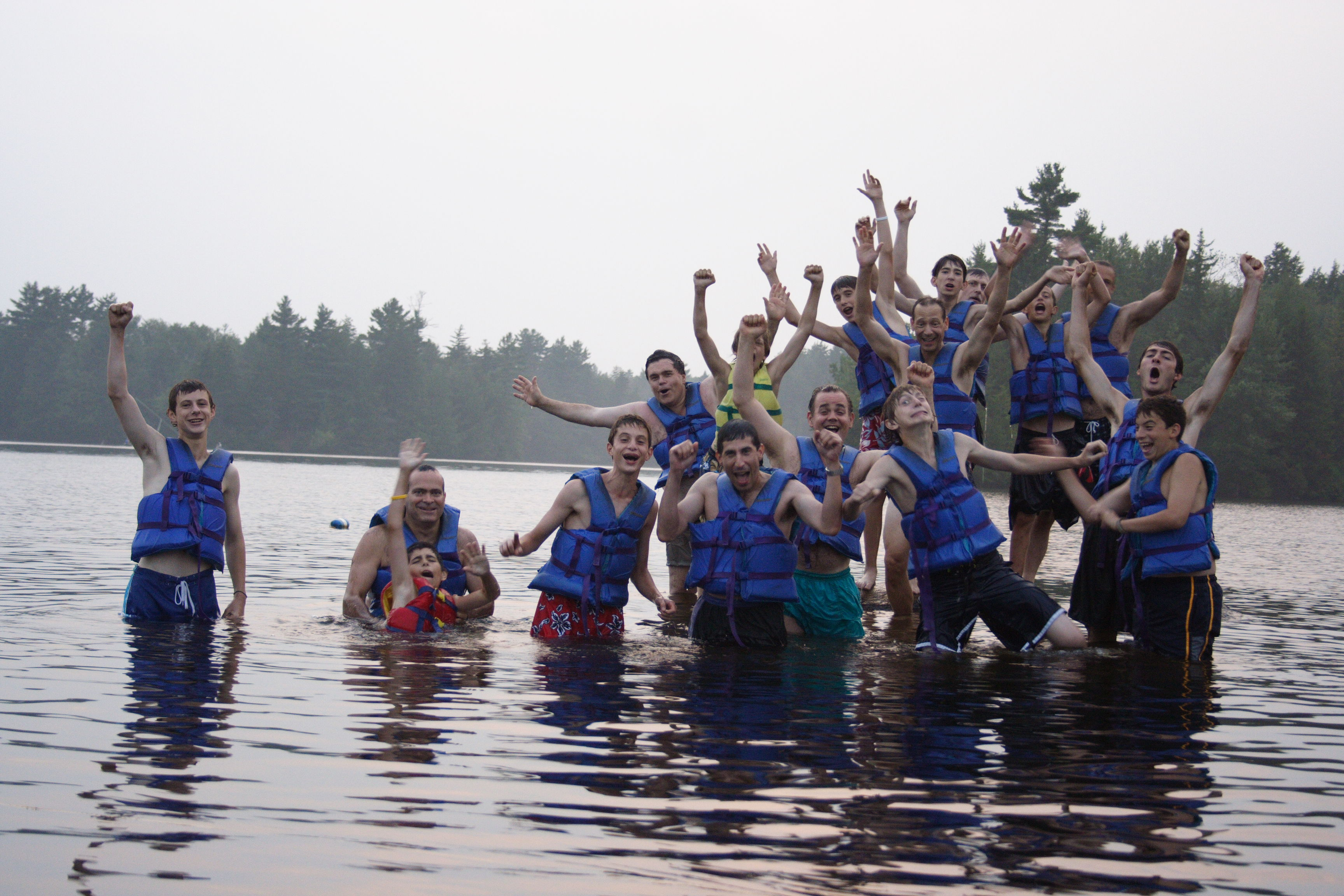
Các thanh thiếu niên tham gia trại hè thường trải nghiệm những hoạt động ngoài trời. Ảnh chụp trại hè do Hiệp hội YMCA tổ chức, với các trại sinh đang vui đùa dưới hồ.

Trại hè là một chương trình có người kiểm soát dành cho lứa tuổi thiếu nhi hoặc thanh thiếu niên vốn được hướng dẫn, chỉ đạo trong suốt những tháng ngày hè ở nhiều quốc gia trên thế giới, trong đó có Việt Nam. Trẻ nhỏ và các nam nữ thanh thiếu niên tham gia trại hè được gọi là trại sinh.
Ngoài ra còn có những trại hè mang màu sắc tôn giáo, được điều hành bởi các nhóm Công giáo và rất nhiều giáo phái thuộc Do Thái giáo.
Môi trường trại hè có thể giúp trẻ em học thêm được những kỹ năng mới trong một môi trường an toàn và đầy tính giáo dục. Trải nghiệm ở các trại hè có thể có những tác động bền vững, lâu dài về mặt tâm lý lên sự phát triển của một đứa trẻ.

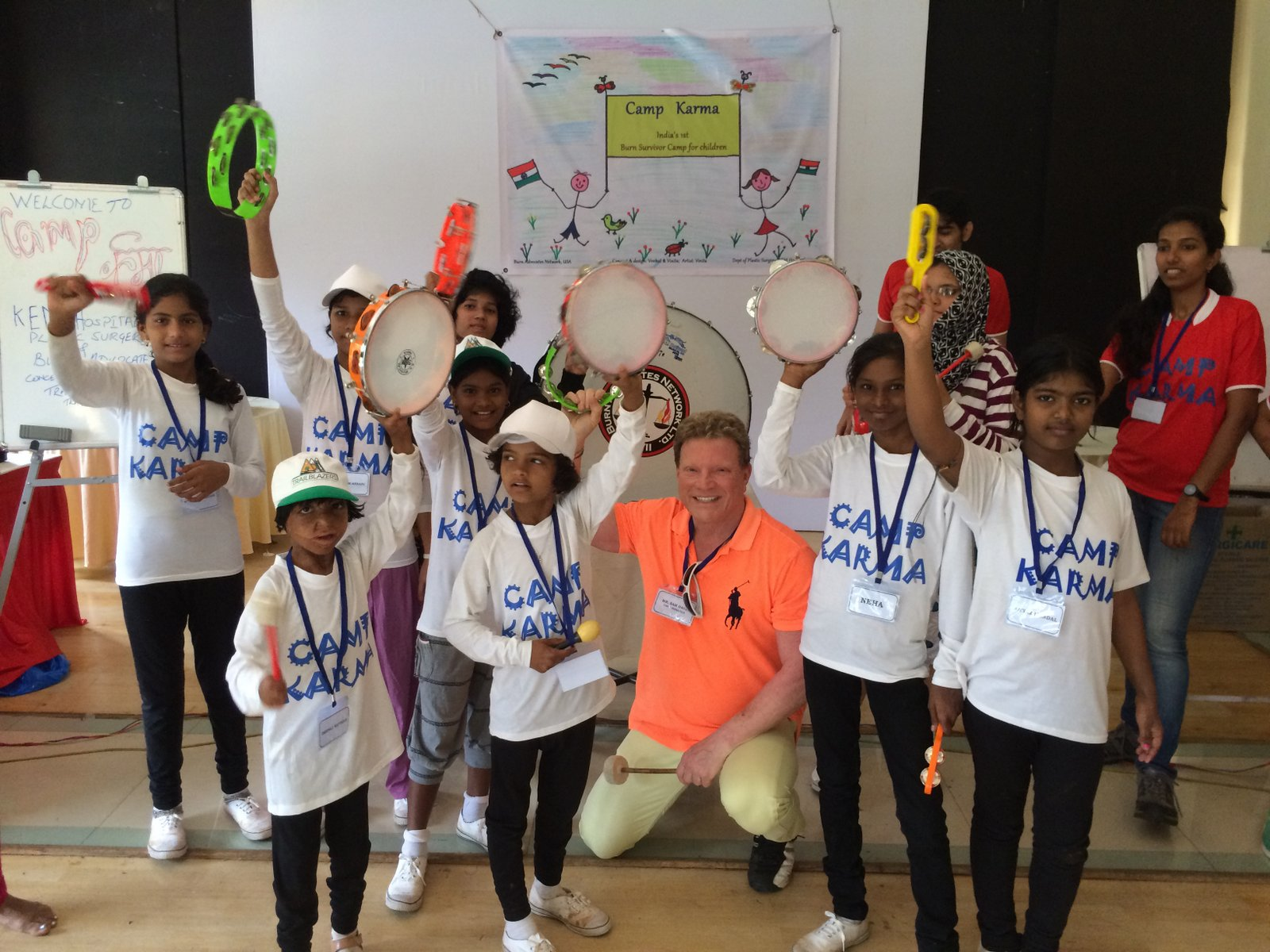
Một nhóm các em nhỏ tham gia trại hè đang chơi nhạc bằng trống lục lạc.